# Експедиція Льюїса і Кларка

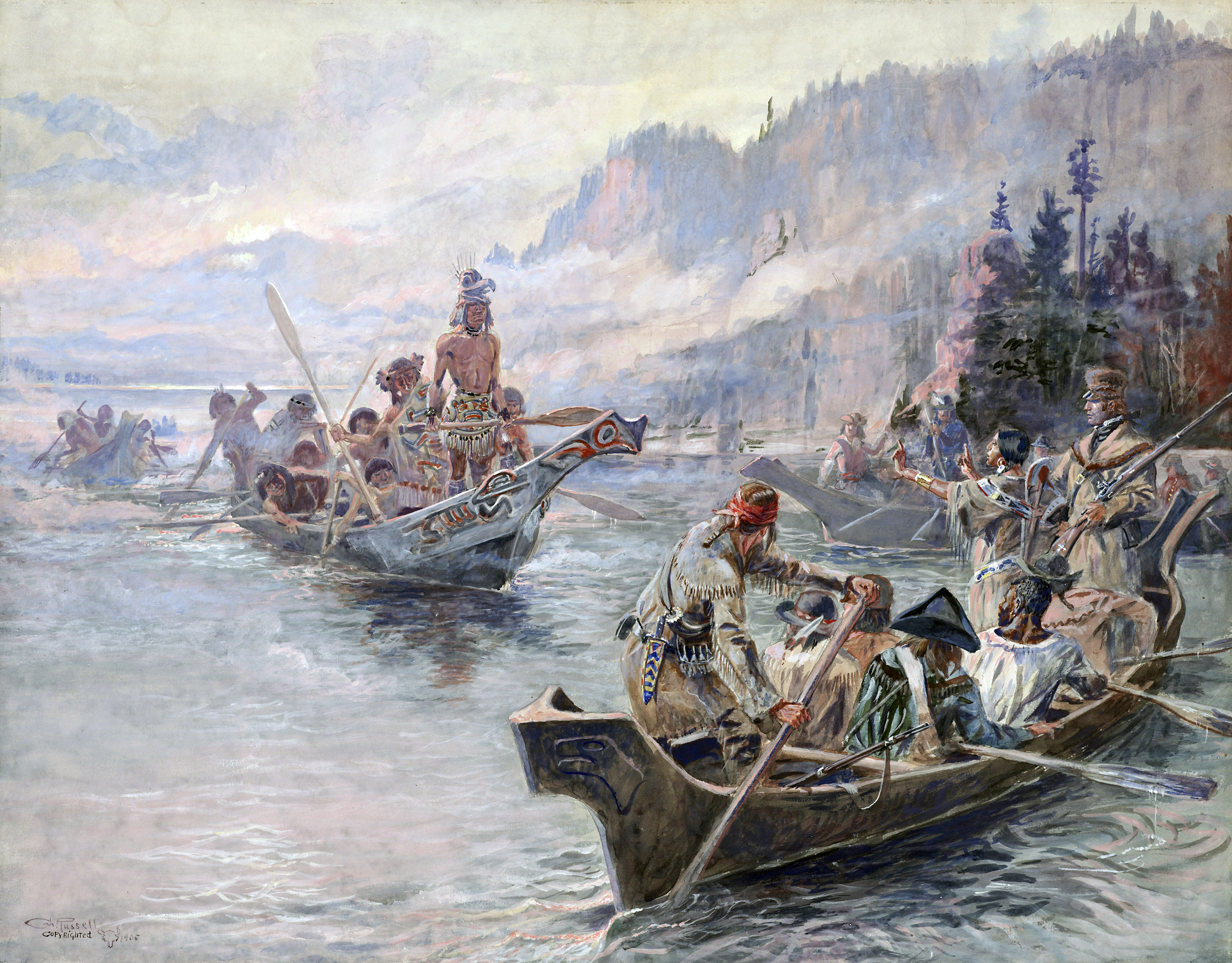
Експедиція Льюїса та Кларка, картина Чарлза Рассела, 1905 рік.

Експедиція Льюїса і Кларка, або Експедиція Дослідницького корпусу — американська колоністська експедиція у «Країну Орегон» у 1804—06 роках. Почалася у Сент-Луїсі, Міссурі й скінчилася у Асторії, Орегон.
Президент Томас Джефферсон зібрав експедицію одразу ж після купівлі Луїзіани в 1803 році для дослідження й нанесення на мапу нових територій, а також щоб знайти зручний шлях через Західне узбережжя Америки, встановити американський контроль над цими територіями до того як це зроблять європейці. Окрім цього, експедиція мала вивчити флору, фауну та географію нових територій, укласти торгівлю з племенами корінних народів та зробити опис доступних для торгівлі ресурсів. Експедиція повернулася в Сент-Луїс із великою кількістю мап, малюнків і журналів, які потім передали Джефферсону.

## Передумови

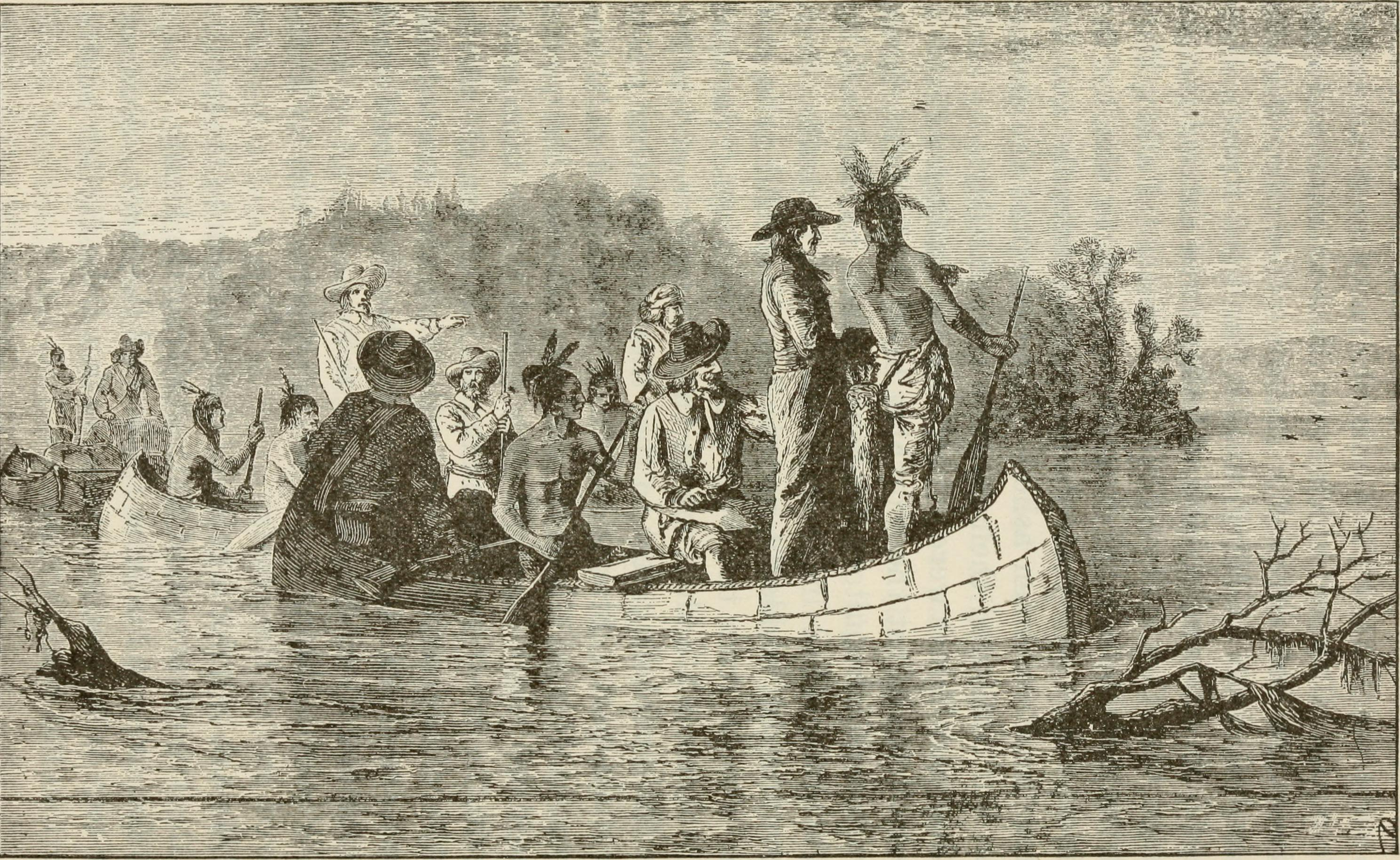
Луї Жольє та Жак Маркетт відкривають річку Міссісіпі.

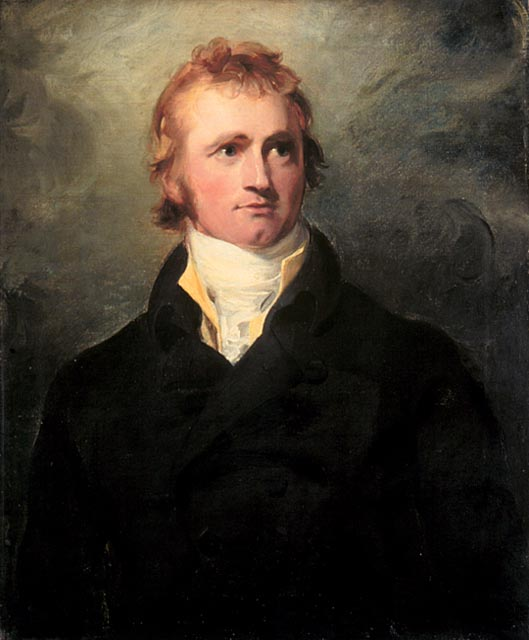
Александр Макензі.

Події які призвели до експедиції, розгорталися ще у XVI—XVII ст., коли перші країни-колонізатори намагалися знайти водний шлях, який проходив би через усю Північну Америку. В перспективі це б дозволило скоротити торговельні маршрути з Азії й на пряму контролювати поставки спецій. Проте Тихоокеанське узбережжя залишалося незвіданим фронтиром як для іспанців, так і для португальців. Хоч їм нічого не вдалося, вони все ж зібрали важливу інформацію, яку згодом використали дві найсильніші сили в Північній Америці — Франція та Велика Британія. 1673 року французько-канадський дослідник Луї Жольє та єзуїтський монах Жак Маркетт, разом із п'ятьма подорожніми, відправилися кораблем з Канади до сучасного Арканзасу. Вони дісталися гирла великої ріки, раніше невідомої європейцям, і назвали її на честь місцевого племені — Міссурі. Ця й інші схожі експедиції доводили можливість існування «північно-західного шляху».
У 1792—1793 рр. шотландський мандрівник Александр Макензі здійснив подорож до Тихого океану. Ця подія занепокоїла іншого гравця в колонізації Північної Америки — Томаса Джефферсона, адже це могло подарувати британцям шанс на контроль над західним фронтиром, чого Сполучені Штати не могли дозволити. Не зважаючи на той факт, що Макензі не вдалося зробити яких-небудь відкриттів, що могли б надати короні права на Тихоокеанське узбережжя, Джефферсон детально вивчає спогади Макензі, опубліковані у 1801 році.
1803 року Сполучені Штати придбали Луїзіану, чим не тільки забезпечили торгівлю через Новий Орлеан, а й отримали вихід до Західного узбережжя. В цей час Джефферсон починає задумуватися над можливістю проведення дослідницької експедиції. Головною метою Джефферсона було знайти «найпряміший та практичний водний шлях через континент для потреб торгівлі». Він також хотів отримати контроль над західною частиною Америки, а особливо місцевістю біля річки Міссурі, де проживала значна кількість індіанських племен, і зробити опис нових ресурсів, отриманих від попередньої угоди.
На другий рік свого президентства Джефферсон просить Конгрес профінансувати експедицію до Тихого океану. Через погані стосунки з опозиційною партією федералістів, президент був вимушений надіслати таємного листа із проханням на отримання коштів, де метою експедиції називав пошук «північно-західного шляху». Конгрес схвалив експедицію і виділив 2324 долари на припаси. Того ж року Джефферсон утворює Дослідницький корпус ((англ.) Corps of Discovery) і призначає капітана Мерівезера Льюїса його очільником, який своєю чергою запрошує Вільяма Кларка.
Джефферсон обрав Льюїса ще задовго до того як отримав кошти, і почав його підготовку до експедиції заздалегідь. Сам же він пояснював свій вибір так:
|  | Важко було б знайти людину, яка б була обдарована знаннями з ботаніки, біології, мінералогії та астрономії; яка б уособлювала міцність духу, розсудливість, яка б добре орієнтувалася в лісі й розуміла манери й характер індіанців, мала б [навички] так необхідні для даної затії. Усі вищезгадані навички були в капітана Льюїса. |

1803 року Джефферсон відправляє Льюїса до Філадельфії, де він вивчає лікувальну справу під керівництвом відомого лікаря Бенджаміна Раша. Там же він вивчає навігацію в Ендрю Елкота, навчається користуватися секстантом. Серед його вчителів також були Бенджамін Сміт Бертон, який навчив його описувати та консервувати зразки рослин та тварин; Роберт Патерсон, який навчив його розраховувати довготу й широту; Каспар Вістар, який навчив його розшукувати рештки живих організмів.

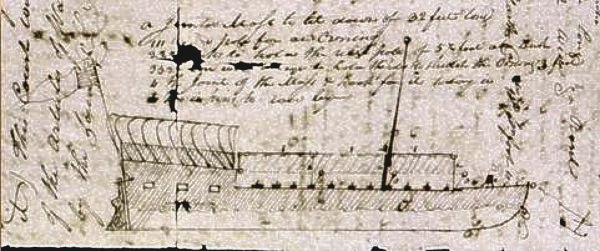
Корабель на якому подорожували учасники експедиції. Малюнок Кларка.

Корабель, який мали використовувати в перший рік подорожі, збудували в Піттсбурзі в 1803 році за особистим кресленням Льюїса. Будівництво корабля завершили 31 серпня і його зразу ж завантажили необхідним спорядженням та припасами. Того ж дня, після обіду, експедиція відправилася до Луїсвілля, штат Кентуккі, щоб забрати Кларка.
Спеціально для потреб експедиції, Монетний двір США викарбував особливі срібні медалі із зображенням Джефферсона і дружнім посланням до індіанців, які згодом почали називати «медалі миру з індіанцями» ((англ.) Indian Peace Medals). Для демонстрації вогневої міці, експедицію спорядили сучасною зброєю. До арсеналу дослідників увійшла пневматична гвинтівка Жирандоні 46-го калібру (11,75 мм), яка могла з першого пострілу прикінчити оленя. Окрім того, учасники експедиції отримали кремневу зброю, бойові ножі, прапори, подарункові набори (для індіанців), ліки та картографічне спорядження.

## Дослідницький корпус

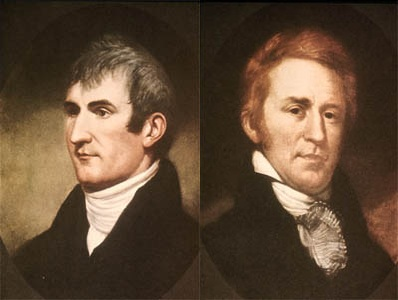
Льюїс та Кларк

В 1803 році Томас Джефферсон створив Дослідницький корпус, який мав провести цю експедицію й обрав Льюїса як його очільника. Льюїс хотів, щоб з ним в експедицію потрапили найбільш пристосовані люди: щоб вони вміли добре полювати, були хоробрі, здорові й не мали дружин чи дітей. Він просить Кларка зайнятися рекрутингом й той відправляється в штат Кентукі, де знаходить першу дев'ятку, яку потім називатимуть «дев'ять молодих хлопців з Кентукі». Всього в експедиції взяли участь 33 людей.

## Історія експедиції

Маршрут експедиції.

- Експедиція розпочалася 14 травня 1804 року з Форт-Дюбуа.
- 21 липня 1804 року увійшли на землі Сю.
- 8 жовтня 1804 року досягли краю Арікара.
- 24 жовтня 1804 року досягли поселення Мандан.
- Листопад-грудень 1804 року зведений Форт-Мандан, у якому корпус зимував до 7 квітня 1805 року.

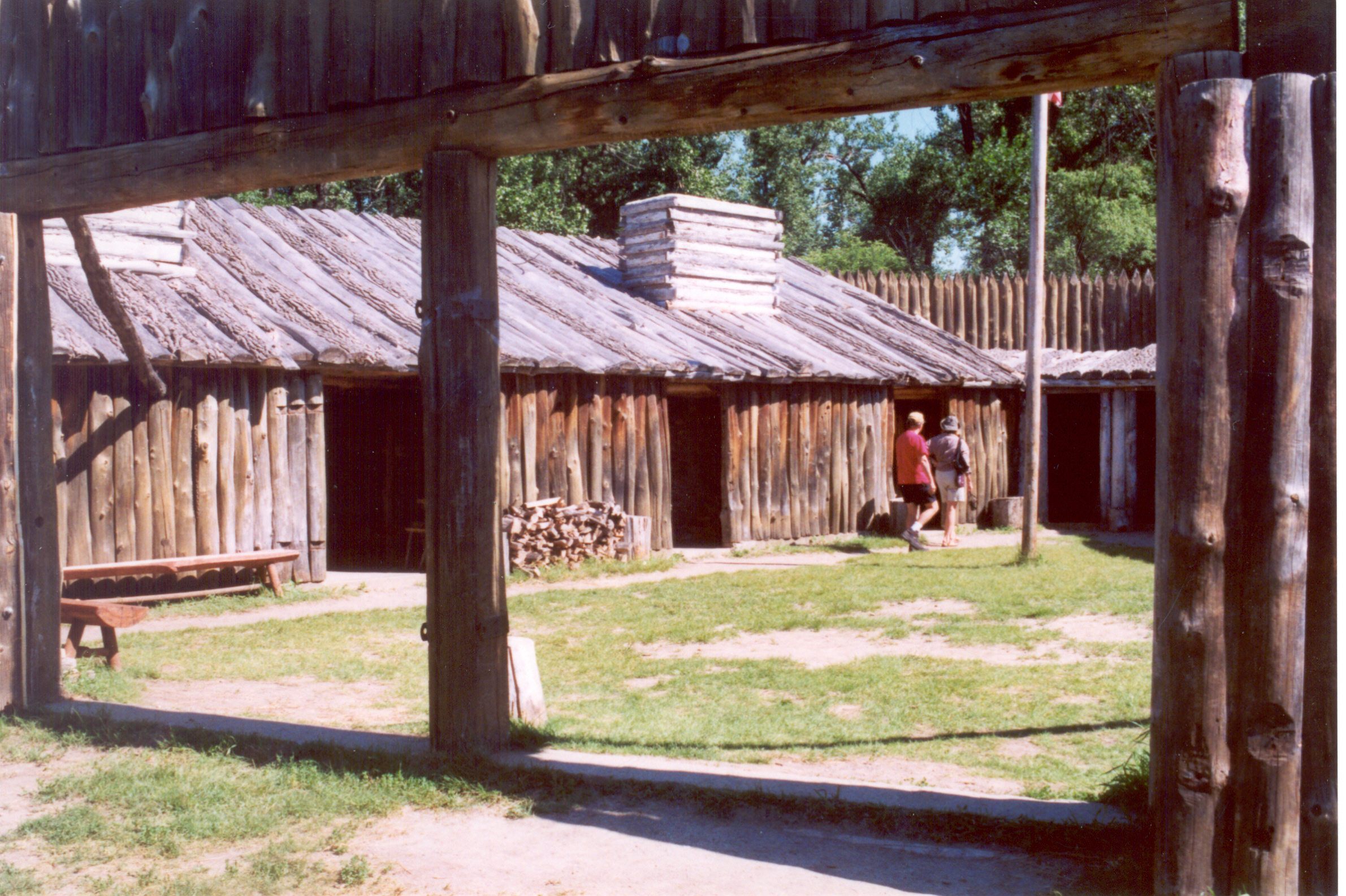
Форт-Мандан

- 25 квітня 1805 року зведені Форт-Юніон та Форт-Бюфорд на річці Єллоустоун.
- 11 серпня 1805 року серпня капітан Льюїс з розвідкою перетнув континентальний розділ Скелястих гір Лемхі перевалом й потрапив у край шошонів.
- 26 серпня 1805 більша частина корпусу перетнула американський кордон через перевал Лемхі й потрапила на спірну з Великою Британією територію Країни Орегон.
- 1—6 вересня корпус перетнув гори Біттеррут й зустрів Саліш — плоскоголових індіанців.
- 13 вересня перетнули перевал Лоло.
- 6—8 жовтня потрапили у край Ні-перс й пересіли з коней на каное для мандрівки до Тихого океану річками Клірвотер, Снейк, Колумбія.
- 25—28 жовтня досягли Рок-Форта й зустріли чінуків.
- 20 листопада 1805 року досягли Тихого океану.
- 7 грудня 1805 року — 23 березня 1806 року зимували у Форт-Клатсоп біля океану.
- 23 березня — 23 вересня повернулися до Сент-Луїса у Міссурі.

Іспанці безуспішно намагалися перехопити експедицію Льюїса й Кларка виславши з Санта-Фе 52 озброєних бійців. Джерелом для таємної інформації був іспансько-мексиканський платний агент, яким був американський генерал Джеймс Вілкінсон.

## Використана література та примітки
Isserman, Maurice (2010). Across America : the Lewis and Clark expedition (вид. Rev. ed). New York: Chelsea House. ISBN 978-1-60413-192-5. OCLC 290489442
Lewis, Meriwether; De Voto, Bernard (1997). The journals of Lewis and Clark. Boston: Houghton Mifflin Co. ISBN 0-585-10943-5. OCLC 43476160.
Miller, Robert J. (2006). Native America, discovered and conquered : Thomas Jefferson, Lewis & Clark, and Manifest Destiny. Westport, Conn. ISBN 978-0-313-07184-3. OCLC 648291263.